# Andetsprog
Et andetsprog er ethvert sprog, som en person lærer efter sit modersmål, og som læres i et andet sprogmiljø end modersmålet blev. Det bliver ofte betegnet som L2, hvor modersmålet er L1. Et andetsprog kan være et internationalt hjælpesprog dvs et lingua franca. Et andetsprog læres typisk som et fremmedsprog, omend der kan være tilfælde hvor andetsproget er et andet officielt sprog i personens hjemland - for eksempel hvordan Canada har to officielle sprog, fransk og engelsk.
En talers dominerende sprog, som er det sprog taleren bruger mest eller er mest tryg ved, er ikke nødvendigvis deres modersmål, men kan godt være et andetsprog. Eksempelvis definerer canadisk folketælling "modersmål" som "det første sprog der blev lært i barndommen og som stadig tales", hvilket anerkender at for nogle kan det første sprog være gået tabt, hvilket ofte sker hvis et ungt barn flytter til et nyt sprogmiljø.
| Sprog | Spire Denne artikel om sprog er en spire som bør udbygges. Du er velkommen til at hjælpe Wikipedia ved at udvide den. |